# مرحله حذفی جام ملت‌های آسیا ۲۰۱۹
مرحله حذفی جام ملت‌های آسیا ۲۰۱۹ مرحله دوم و نهایی مسابقات جام ملت‌های آسیا ۲۰۱۹ است که بعد از مرحله گروهی و راه‌یابی ۱۶ تیم به مرحله یک‌هشتم نهایی از ۲۰ ژانویه تا ۱ فوریه، که فینال رقابت‌ها در ورزشگاه ورزشگاه اسپورت سیتی زاید شهر ابوظبی برگزار می‌شود، ادامه خواهد یافت.
دو تیم برتر هر گروه در مرحله‌ی گروهی به همراه ۴ تیم برتر سوم از گروه های شش گانه (در مجموع ۱۶ تیم) به مرحله‌ی حذفی راه پیدا کردند و پای در مسابقاتی که به صورت تک‌حذفی می‌باشد نهادند. یک بازی رده‌بندی نیز برای تیم‌های بازنده مرحله‌ی نیمه نهایی وجود خواهد داشت.
تمامی زمان‌ها طبق زمان محلی می‌باشد.

## قالب مسابقات
در این مرحله اگر بازی‌ها در ۹۰ دقیقه معمول مساوی شد بازی به وقت اضافه کشیده می‌شود که در دو نیمه ۱۵ دقیقه‌ای بازی برگزار می‌شود و اگر در وقت اضافه هم نتیجه مساوی شد برنده در ضربات پنالتی مشخص می‌شود. برای نخستین بار از زمانی که در جام ۱۹۷۲ مرحله حذفی به مسابقات اضافه شد، تیم‌های سوم نیز شانس حضور در این مرحله را دارند.
ای‌اف‌سی برنامه‌ریزی زیر را برای مرحله‌ی یک‌هشتم نهایی انجام داده است:
- ی‌ه‌ن-۱: تیم دوم گروه A مقابل تیم دوم گروه C
- ی‌ه‌ن-۲: تیم اول گروه D مقابل تیم سوم گروه B/E/F
- ی‌ه‌ن-۳: تیم اول گروه B مقابل تیم سوم گروه A/C/D
- ی‌ه‌ن-۴: تیم اول گروه F مقابل تیم دوم گروه E
- ی‌ه‌ن-۵: تیم اول گروه C مقابل تیم سوم گروه A/B/F
- ی‌ه‌ن-۶: تیم اول گروه E مقابل تیم دوم گروه D
- ی‌ه‌ن-۷: تیم اول گروه A مقابل تیم سوم گروه C/D/E
- ی‌ه‌ن-۸: تیم دوم گروه B مقابل تیم دوم گروه F

### چینش مسابقات برای مرحله یک‌هشتم نهایی
مسابقاتی که شامل تیم‌های سوم می‌شود، بستگی به تیم و گروهی دارد که در رتبه سوم قرار می‌گیرد تا در مرحله‌ی یک‌هشتم نهایی حضور یابند.
| تیم‌های سوم راه‌یافته از گروه‌ها | تیم‌های سوم راه‌یافته از گروه‌ها | تیم‌های سوم راه‌یافته از گروه‌ها | تیم‌های سوم راه‌یافته از گروه‌ها | تیم‌های سوم راه‌یافته از گروه‌ها | تیم‌های سوم راه‌یافته از گروه‌ها |    | ۱A مقابل | ۱B مقابل | ۱C مقابل | ۱D مقابل |
| ----------------------------- | ----------------------------- | ----------------------------- | ----------------------------- | ----------------------------- | ----------------------------- | -- | -------- | -------- | -------- | -------- |
| A                             | B                             | C                             | D                             |                               |                               | ۳C | ۳D       | ۳A       | ۳B       |          |
| A                             | B                             | C                             |                               | E                             |                               | ۳C | ۳A       | ۳B       | ۳E       |          |
| A                             | B                             | C                             |                               |                               | F                             | ۳C | ۳A       | ۳B       | ۳F       |          |
| A                             | B                             |                               | D                             | E                             |                               | ۳D | ۳A       | ۳B       | ۳E       |          |
| A                             | B                             |                               | D                             |                               | F                             | ۳D | ۳A       | ۳B       | ۳F       |          |
| A                             | B                             |                               |                               | E                             | F                             | ۳E | ۳A       | ۳B       | ۳F       |          |
| A                             |                               | C                             | D                             | E                             |                               | ۳C | ۳D       | ۳A       | ۳E       |          |
| A                             |                               | C                             | D                             |                               | F                             | ۳C | ۳D       | ۳A       | ۳F       |          |
| A                             |                               | C                             |                               | E                             | F                             | ۳C | ۳A       | ۳F       | ۳E       |          |
| A                             |                               |                               | D                             | E                             | F                             | ۳D | ۳A       | ۳F       | ۳E       |          |
|                               | B                             | C                             | D                             | E                             |                               | ۳C | ۳D       | ۳B       | ۳E       |          |
|                               | B                             | C                             | D                             |                               | F                             | ۳C | ۳D       | ۳B       | ۳F       |          |
|                               | B                             | C                             |                               | E                             | F                             | ۳E | ۳C       | ۳B       | ۳F       |          |
|                               | B                             |                               | D                             | E                             | F                             | ۳E | ۳D       | ۳B       | ۳F       |          |
|                               |                               | C                             | D                             | E                             | F                             | ۳C | ۳D       | ۳F       | ۳E       |          |

## تیم‌های راه‌یافته
دو تیم برتر هر شش گروه جام ملت‌های آسیا می‌توانند به صورت مستقیم مرحله حذفی راه یابند و چهار تیم برتر سوم هر گروه نیز امکان حضور در این مرحله را دارا هستند.
| گروه | تیم اول           | تیم دوم       | تیم سوم (چهارتیم برتر راه‌یافته) |
| ---- | ----------------- | ------------- | ------------------------------- |
| A    | امارات متحدهٔ عربی | تایلند        | بحرین                           |
| B    | اردن              | استرالیا      | —                               |
| C    | کرهٔ جنوبی         | چین           | قرقیزستان                       |
| D    | ایران             | عراق          | ویتنام                          |
| E    | قطر               | عربستان سعودی | —                               |
| F    | ژاپن              | ازبکستان      | عمان                            |

### نمودار
{نمودار مرحله حذفی جام ملت‌های آسیا ۲۰۱۹}

## مرحله یک‌هشتم نهایی

### اردن مقابل ویتنام
| اردن                            | ۱-۱ (و.ا.) | ویتنام                                                    |
| ------------------------------- | ---------- | --------------------------------------------------------- |
| عبدالرحمن ۳۹'                   | گزارش      | ۵۱' کونگ پونگ                                             |
| ضربات پنالتی                    |            |                                                           |
| عبدالرحمن · فيصل · سمیر · عرسان | ۴-۲        | انگوک های · هانگ دانگ · ژآنگ ترانگ · مین وونگ · تینگ دانگ |

### تایلند مقابل چین
| تایلند      | ۱–۲   | چین                            |
| ----------- | ----- | ------------------------------ |
| سوپاچای ۳۱' | گزارش | ۶۷' ژائو ژی · ۷۱' (پ) گائو لین |

### ایران مقابل عمان
| ایران                      | ۲–۰   | عمان |
| -------------------------- | ----- | ---- |
| جهانبخش ۳۲' · دژاگه ۴۱‍' (پ) | گزارش |      |

### ژاپن مقابل عربستان سعودی
| ژاپن        | ۱–۰   | عربستان سعودی |
| ----------- | ----- | ------------- |
| تومیاسو ۲۰' | گزارش |               |

### استرالیا مقابل ازبکستان
| استرالیا                              | ۰-۰ (و.ا.) | ازبکستان                                 |
| ------------------------------------- | ---------- | ---------------------------------------- |
|                                       | گزارش      |                                          |
| ضربات پنالتی                          |            |                                          |
| میلیگان · بهیچ · کروز · جیانو · لکی · | ۴–۲        | شکوروف · تختاخوجف · علیبائوف · بیکمائف · |

### امارات متحده عربی مقابل قرقیزستان
| امارات متحدهٔ عربی                            | ۳–۲ (و.ا.) | قرقیزستان                   |
| -------------------------------------------- | ---------- | --------------------------- |
| اسماعیل ۱۴' · مبخوت ۶۴' · خلیل ۱۰۳' (پنالتی) | گزارش      | ۲۶' مورزائف · ۹۰+۱' روستموف |

### کره جنوبی مقابل بحرین
| کرهٔ جنوبی                           | ۲–۱ (و.ا.) | بحرین       |
| ----------------------------------- | ---------- | ----------- |
| هانگ هی چان ۴۳' · کیم جین-سو ۲+۱۰۵' | گزارش      | ۷۷' الرمیحی |

### قطر مقابل عراق
| قطر        | ۰-۱   | عراق |
| ---------- | ----- | ---- |
| الراوی ۶۲' | گزارش |      |

## مرحله یک‌چهارم نهایی

### ویتنام مقابل ژاپن
| ویتنام | ۰–۱   | ژاپن              |
| ------ | ----- | ----------------- |
|        | گزارش | ۵۶' (پنالتی) دوان |

### چین مقابل ایران
| چین | ۰–۳   | ایران                                    |
| --- | ----- | ---------------------------------------- |
|     | گزارش | ۱۸' طارمی · ۳۱' آزمون · ۹۰+۱' انصاری فرد |

### کره جنوبی مقابل قطر
| کرهٔ جنوبی | ۰–۱   | قطر      |
| --------- | ----- | -------- |
|           | گزارش | ۷۸' حاتم |

### امارات متحده عربی مقابل استرالیا
| امارات متحدهٔ عربی | ۱–۰   | استرالیا |
| ----------------- | ----- | -------- |
| مبخوت ۶۸'         | گزارش |          |

## نیمه نهایی

### ایران مقابل ژاپن
| ایران | ۰–۳   | ژاپن                                 |
| ----- | ----- | ------------------------------------ |
|       | گزارش | ۵۶'، ۶۷' (پ) اوزاکا · ۹۰+۱' هاراگوچی |

### قطر مقابل امارات متحده عربی
| قطر                                              | ۴–۰   | امارات متحدهٔ عربی |
| ------------------------------------------------ | ----- | ----------------- |
| خوخی ۲۲' · علی ۳۷' · الهیدوس ۸۰' · اسماعیل ۳+۹۰' | گزارش |                   |

## فینال
| ژاپن         | ۱–۳   | قطر                               |
| ------------ | ----- | --------------------------------- |
| مینامینو ۶۹' | گزارش | ۱۲' علی · ۲۷' حاتم · ۸۳' (پ) عفیف |